# 性垣余公祠
性垣余公祠，位于中国广东省云浮市郁南县建城镇罗旁冷水村，为郁南县的一个县级文物保护单位，类型为古建筑，公布时间为2003年4月8日。
性垣余公祠的历史年代为清代。